# The Last Remnant
The Last Remnant (ラスト レムナント?, Rasuto Remunanto) è un videogioco di ruolo sviluppato dalla Square Enix. Il gioco è uscito (per la prima volta) in tutto il mondo lo stesso giorno, il 20 novembre 2008 per Xbox 360, anticipando per motivi economici la versione per Microsoft Windows, uscita il 20 marzo dell'anno successivo in Europa. Il gioco è stato mostrato in vari trailer all'E3 e ai Tokyo Game Show del 2007 e 2008, scatenando un grande entusiasmo e curiosità tra i presenti degli eventi.
La versione PlayStation 3 del gioco è stata cancellata a seguito delle poche vendite fatte registrare per le piattaforme Xbox 360 e Microsoft Windows. Cionondimeno l'11 settembre 2018 la Square Enix ha annunciato ufficialmente l'uscita di una versione remaster del gioco per PlayStation 4, la quale, oltre a prevedere tutte le migliorie già presenti nella versione per PC, avrà un nuovo motore grafico e textures in alta risoluzione per risolvere i problemi del gioco originale. Successivamente è arrivato per Nintendo Switch e dispositivi mobili un anno dopo.

## Trama
La storia del gioco è ambientata in un mondo dove regnano pace e serenità grazie ai Remnant, antichi artefatti creati da società scomparse da secoli, che grazie al loro enorme potere sono usati dai governanti per mantenere stabile l'equilibrio mondiale. Il protagonista assoluto del gioco è Rush Sykes, cresciuto sull'isola di Eulam con la sorella Irina e i loro due genitori, studiosi specializzati sui Remnant. Nel prologo Irina viene rapita e questo avvenimento darà origine all'avventura di Rush, che per salvare la sorella viaggerà per il mondo.

## Mondo
Il mondo è una sorta di Pangea, diviso in città-stato che controllano i vari territori. In ogni città è presente un Remnant unico che, essendo legato al reggente della città, ne permette la difesa in caso di attacco. Le città principali sono: Elysion, Athlum, Celapaleis, Balterossa, Royotia, Nagapur. Nel mondo sono presenti quattro tipi di razze: 
- I Mihra (umani)
- Gli Yama, possenti e massicci sono un incrocio tra una creatura acquatica ed una terrestre
- I Sovani, caratterizzati da quattro braccia e da una durata vitale molto molto lunga.
- I Qsiti, piccoli esseri con lunghe orecchie e zampe ungulate.

## Personaggi principali
- Rush Sykes: Maschio 18 anni, Mihra. Cresciuto sull'isola di Eulam conduce un'esistenza serena con la sorella Irina. Rush è un ragazzo gentile e non si fa problemi a dire tutto ciò che pensa.
- David Nassau: Maschio 19 anni, Mihra. Il sovrano di Athlum. Di indole tranquilla e riflessiva lotta per l'indipendenza da Celapaleis. Prende parte alle battaglie al fianco del suo Remnant, Gae Bolg. Per seguire i suoi obbiettivi seguirà Rush nel corso del gioco.
- Emma: Femmina 41 anni, Mihra. Uno dei Quattro generali di Athlum, è una guerriera impavida e guida le truppe in battaglia con coraggio e fermezza. Nonostante il suo carattere è una figura materna per David.
- Torgal: Maschio 200 anni, Sovani. Uno dei Quattro generali di Athlum, riconosciuto come leader del gruppo, è forte e ha una grossa importanza in battaglia.
- Blocter: Maschio 24 anni, Yama. Uno dei Quattro generali di Athlum, di natura gentile e generosa, è come un fratello per David
- Pagus: Maschio 55 anni, Qsiti. Il portavoce ufficiale dei Quattro generali, calmo e riservato in realtà è la colonna portante del gruppo.